# 飛島村 (山形県)
飛島村（とびしまむら）は、かつて山形県飽海郡にあった村。

## 地理
- 島嶼:飛島

## 沿革
- 1889年（明治22年）4月1日 - 町村制施行に伴い飽海郡勝浦村、浦村、法木村が合併し、飛島村が発足。
- 1950年（昭和25年）4月1日 - 酒田市に編入され消滅。